# Ай-Тодор (фортеця)
Ай-Тодор (крим. Ay Todor, від грец. Άγιος Θεόδωρος, св. Тодор) — руїни монастиря, або замку XIII—XV століття, розташовані в Ялтинському районі Криму, на мисі Ай-Тодор, біля замку Ластівчине гніздо. Рішеннями Кримського облвиконкому № 595 від 5 січня 1969 року та № 16 (обліковий № 472) від 15 січня 1980 року «Поселення (Укріплений монастир Ай-Тодор) VIII—XV століття» оголошено історичною пам'яткою регіонального значення.
Назва в перекладі з кримськотатарської означає «святий Тодор».

## Опис
Фортеця розташована на вершині скелі, на сході якої обриви висотою 30-40 м. З півночі і заходу було відгороджено стіною довжиною близько 15 м (захід) і 40 м (північ) складеною з буту піщано-вапняному розчині (ширина стіни 1,2-1,4 м, подекуди — західна стіна — збереглися 2-3 ряди кладки), на стику стін була вежа розмірами 3, 9 вежі розмірами. Від північної стіни та вежі не залишилося нічого, простежується слідами вапна. Усередині зміцнення культурний шар майже відсутній, послідує фундамент храму (каплиці) над якоюсь, вирубаною в скелі могилою. Заснування замку Віктор Миц датує XIII століттям і вважає, що це, як і багато інших укріплень, було засновано у зв'язку з монгольськими вторгненнями в Крим (починаючи з 1223 року), сельджукською експансією і переходом гірського Криму в зону впливу Трапезундської імперії.

## Історія вивчення
Перше повідомлення про «руїни грецького монастиря» залишив Петер-Симон Паллас у праці «Спостереження, зроблені під час подорожі південними намісництвами Російської держави в 1793—1794 роках». Юліан Кулаковський у книзі 1914 року «Минуле Тавриди», в книзі Лєскова «Гірський Крим у I тисячолітті до нашої ери» 1965 пам'ятник ідентифікується як притулок таврів. Олег Домбровський в огляді «Середньовічні поселення та „Ісари“ Кримського Південнобережжя» 1974 року писав про слабко помітні сліди укріплення (за переказами — монастиря) і датував його, за знахідками кераміки, на час не пізніше XV століття.